# Nicolò Barbaro
Nicolò Barbaro (* 1420; † 1494) gehörte  der venezianischen Patrizierfamilie Barbaro an. Er kam 1451 als Schiffsarzt nach Konstantinopel und war Augenzeuge der Belagerung Konstantinopels durch die Osmanen im Jahre 1453.

## Tagebuch 1453
Barbaro verfasste ein ausführliches Tagebuch – das Giornale dell’assedio di Constantinopoli 1453 (deutsch: Tagebuch der Belagerung von Konstantinopel 1453) – mit täglichen Einträgen über die Belagerung und den Fall der Stadt. Sein Augenzeugenbericht ist bis heute eine der wichtigsten Quellen zum Fall Konstantinopels.
Das Original des Tagebuchs befindet sich in der Biblioteca Nazionale Marciana, Ms. It. VII 746 (7666).

## Editionen
- Giornale dell’assedio di Costantinopoli 1453 di Nicolò Barbaro p. v. corredato di note e documenti per Enrico Cornet. Libreria Tendler & Comp., Wien 1856 (Digitalisat).
  - Auszüge des edierten Originals (venezianisch) als Wikisource.
- Alberto Codato: Il Diario dell’assedio di Costantinopoli di Nicolò Barbaro. Aracne, Canterano 2017, ISBN 978-88-255-0231-2.

## Übersetzungen
- Demetrius Minotto: Chronik der Famillie Minotto. Beiträge zur Staats- und Kulturgeschichte Venedigs. Band 2. Vom Jahre 1285 bis zum Jahre 1393. Asher, Berlin 1902, S. 230–290 (deutsche Übersetzung).
- Nicolò Barbaro: Diary of the Siege of Constantinople, 1453. Aus dem Italienischen ins Englische übersetzt von John Richard Melville Jones. Exposition-University Book. Exposition Press, New York 1969; Volltext (Memento vom 18. Dezember 2011 im Internet Archive)
- The Siege of Constantinople in 1453, according to Nicolo Barbaro (englische Übersetzung) bei: De Re Militari The Society for Medieval Military History veröffentlicht am 23. August 2016